# Левальд, Фанни
Фанни Левальд (нем. Fanny Lewald, урождённая Маркус; 24 марта 1811, Кёнигсберг — 5 августа 1889, Дрезден) — немецкая писательница и феминистка.
Вместе с Луизой Бюхнер и Луизой Отто-Петерс, считается одной из зачинателей женского движения в XIX веке.

## Жизнь и творчество
Родилась в еврейской семье, была старшей из девяти детей торговца Давида Маркуса (1787—1846) и его жены Ципоры Ассур Леви (1790—1841). В 1831 году Давид поменял для себя и всей семьи фамилию «Маркус» на «Левальд». Со стороны матери — племянница врача, учёного-медика, издателя и поэта Давида Ассинга (1787—1842). В 1826 году оба сына Давида Маркуса и Фанни принимают лютеранство — в целях улучшения своего социального положения. Хотя семья и не была религиозной, девушка, ещё будучи ребёнком — особенно во время беспорядков 1819 года — почувствовала антисемитское отношение к себе. Вскоре после перехода в христианство она считала, что сделала ошибку, так как некоторые положения лютеранства воспринимала критически.
Образование получила в частной школе, обучение в университете в те времена для женщин не предусматривалось. Изучала также музыку, во время болезни матери вела домашнее хозяйство. После того как в редактируемом двоюродным дядей Фанни, публицистом Августом Левальдом журнале «Европа» были опубликованы несколько её статей, в 1843 году в свет выходят два первых романа Левальд — «Клементина» и «Дженни», анонимно. В расчёте в дальнейшем зарабатывать на жизнь писательским трудом, Ф. Левальд переезжает из Кёнигсберга в Берлин. В 1845 году она знакомится с писательницей Терезой фон Бахерахт, ставшей ближайшей подругой Фанни вплоть до своей смерти в 1852. В том же году в Риме Левальд знакомится с человеком, с которым связала свою судьбу, — гимназическим учителем из Ольденбурга Адольфом Штаром. Штар не желал оставить свою жену и пять детей, в то же время он не мог порвать с Фанни. Этот треугольник был особенно мучителен для Ф. Левальд, так как проходили годы, в течение которых она виделась со Штаром лишь некоторые недели. Наконец осенью 1852 года Штар перебрался в Берлин к Фанни. Впрочем, его бракоразводный процесс длился ещё 2,5 года.
Ф.Левальд была активным борцом за права женщин. Она требовала в своих произведениях неограниченные возможности для женского образования и профессиональной деятельности. Также она выступала против насильственного обручения и вступления в брак молодых девушек (здесь пригодился её личный опыт, когда она в юности сопротивлялась попыткам отдать её замуж за нелюбимого человека). Фанни требовала упрощения процедуры развода, в частности в своём третьем романе «Жизненный вопрос». Социальное положение населения критически рассматривалось ею в статьях «Третье сословие» (1846) и «Положение женщин-клерков» (1843). Кроме этого, была автором рассказов, путевых заметок — так как часто путешествовала. Свои впечатления от восстаний и революций 1848 года в Париже, Франкфурте-на-Майне и Берлине она описала в двухтомных «Воспоминаниях о годе 1848» (1850).
К кругу друзей и близких знакомых Ф. Левальд принадлежали Генрих Гейне, герцог Саксен-Веймар-Эйзенахский Карл-Александр, Ференц Лист, Фердинанд Лассаль, Генрих Лаубе. После германской революции 1848—1849 годов она открывает в Берлине влиятельный литературно-политический салон. Младшая сестра Фанни, Елизавета (1823—1909), была замужем за художником Луисом Гурлиттом и матерью известного историка искусств Корнелиуса Гурлитта.
В 1990-е годы сочинения Ф. Левальд были переизданы немецким издательством Ulrike Helmer Verlag.

## Сочинения (избранное)
- 1842 — Клементина (Clementine). Роман (анонимно)
- 1843 — Дженни (Jenny)
- 1843 — Отдельные мысли о воспитании девочек (Einige Gedanken über Mädchenerziehung)
- 1843 — Замечания к положению женщин-клерков (Andeutungen über die Lage der weiblichen Dienstboten)
- 1845 — Жизненный вопрос (Eine Lebensfrage). Роман в 2-х томах.
- 1846 — Третий класс (Der dritte Stand). Рассказ. (в: «Берлинском календаре» за 1846)
- 1847 — Диогена. Роман Идуны, графини Г. Г.(Diogena. Roman von Iduna Gräfin H…H…).
- 1847 — Итальянский дневник (Italienisches Bilderbuch). В 2-х частях
- 1849 — Принц Луис-Фердинанд (Prinz Louis Ferdinand). 3 тома.
- 1850 — На красной земле (Auf rother Erde). Новелла.
- 1850 — Воспоминания о годе 1848 (Erinnerungen aus dem Jahr 1848)
- 1851 — Истории дюн и гор (Dünen- und Berggeschichten)
- 1851 — Англия и Шотландия (England und Schottland)
- 1856 — Камеристка (Die Kammerjungfer)
- 1861—1863 — Моя автобиография (Meine Lebensgeschichte)
- 1863 — Пасхальные письма для женщин (Osterbriefe für die Frauen)
- 1864 — Адель (Adele)
- 1868 — Рассказы (Erzählungen) (в 3-х томах)
- 1870 — «За» и «против» женщин (Für und wider die Frauen)
- 1875 — Бенвенуто (Benvenuto)
- 1887 — Воспоминания о Ференце Листе (Erinnerungen an Franz Liszt)
- 1887 — Воспоминания о князе Германе фон Пюклер-Мускау (Erinnerungen an Fürst Hermann von Pückler-Muskau)
- 1888 — Семья Дарнер (Die Familie Darner)
- 1888 — 12 картин из жизни (Zwölf Bilder aus dem Leben).

## Семья
- Её племянница Фанни Марта Левальд (дочь брата, бреславльского юриста Отто Левальда, 1813—1874) вышла замуж за видного патофизиолога Юлиуса Конгейма (их сын — физиолог Отто Кестнер[нем.]). Племянник — германский политический и спортивный деятель Теодор Левальд[нем.] (1860—1947), президент организационного комитета по подготовке летних олимпийских игр 1936 года в Берлине.
- Двоюродные сёстры — писательницы Людмила Ассинг и Оттилия Ассинг[нем.] (1819—1884).